# Lac Yu
Le lac Yu (湯ノ湖, Yu-no-ko) est un lac du Japon situé à Nikkō sur l'île d'Honshū, dans la préfecture de Tochigi.

## Géographie

### Localisation
| \| Mont Nantai Lac Yu Plateau Senjō Rivière Yu Lac Chūzenji Nikkō Rivière Daiya \| Le lac Yu. |
| Mont Nantai Lac Yu Plateau Senjō Rivière Yu Lac Chūzenji Nikkō Rivière Daiya                  |

Le lac Yu est entièrement situé dans l'ouest de la ville de Nikkō (préfecture de Tochigi). Environ 125 km au nord de l'agglomération de Tokyo, il s'étale sur une superficie d'environ 0,32 km2, au pied du mont To dans l'ouest des monts Nikkō.

### Hydrographie
Le lac Yu est principalement alimenté par les ruisseaux Goshiki et Konsei qui se rejoignent environ 1 km au nord du lac.
Le lac est la source de la rivière Yu qui alimente le lac Chūzenji au sud du lac.

### Climat
Le climat du lac Yu correspond à celui d'Oku-Nikkō, la partie sud-ouest de la ville de Nikkō. Il est du type continental humide. La température annuelle moyenne est d'environ 7 °C et les précipitations annuelles sont de 2 169 mm. L'hiver le mercure peut descendre jusqu'à −9 °C et grimper jusqu'à 23 °C en été.
| Mois                                | jan.  | fév.  | mars  | avril | mai   | juin  | jui.  | août  | sep.  | oct.  | nov.  | déc.  | année   |
| ----------------------------------- | ----- | ----- | ----- | ----- | ----- | ----- | ----- | ----- | ----- | ----- | ----- | ----- | ------- |
| Température minimale moyenne (°C)   | −8,1  | −8,8  | −5,1  | 0,1   | 5,1   | 10,1  | 14,4  | 15,3  | 11,6  | 5,1   | −0,2  | −5    | 2,9     |
| Température moyenne (°C)            | −4,1  | −3,9  | −0,7  | 5     | 9,9   | 13,7  | 17,7  | 18,7  | 14,9  | 9,1   | 4     | −1    | 6,9     |
| Température maximale moyenne (°C)   | −0,4  | 0     | 3,6   | 10    | 14,8  | 17,7  | 21,6  | 22,6  | 18,6  | 13,2  | 8,2   | −2,9  | 10,3    |
| Ensoleillement (h)                  | 170,2 | 162,1 | 188,1 | 185,9 | 167,8 | 107   | 108,3 | 128,3 | 100,4 | 128,9 | 152,7 | 164,7 | 1 764,4 |
| Précipitations (mm)                 | 52,3  | 58,8  | 109,4 | 157,8 | 174,6 | 220,9 | 277   | 394,2 | 363,2 | 201,8 | 107,6 | 51,4  | 2 169   |
| dont neige (cm)                     | 114   | 124   | 113   | 23    | 0     | 0     | 0     | 0     | 0     | 1     | 12    | 62    | 449     |
| Nombre de jours avec précipitations | 15    | 15    | 19    | 16    | 16    | 20    | 23    | 20    | 22    | 15    | 11    | 10    | 202     |
| Humidité relative (%)               | 65    | 65    | 66    | 68    | 75    | 85    | 87    | 87    | 87    | 80    | 71    | 66    | 75      |
| Nombre de jours avec neige          | 25,1  | 21,8  | 29,9  | 6,8   | 0,8   | 0     | 0     | 0     | 0     | 0,6   | 6,5   | 20    | 101,5   |
| Nombre de jours avec brouillard     | 2,8   | 4,8   | 5,8   | 9,4   | 12,9  | 14,7  | 17,6  | 15,3  | 14,9  | 11,4  | 6,6   | 4,3   | 120,3   |

| Diagramme climatique                                  |           |              |            |              |               |             |               |               |              |              |            |
| J                                                     | F         | M            | A          | M            | J             | J           | A             | S             | O            | N            | D          |
| −0,4−8,152,3                                          | 0−8,858,8 | 3,6−5,1109,4 | 100,1157,8 | 14,85,1174,6 | 17,710,1220,9 | 21,614,4277 | 22,615,3394,2 | 18,611,6363,2 | 13,25,1201,8 | 8,2−0,2107,6 | −2,9−551,4 |
| Moyennes : • Temp. maxi et mini °C • Précipitation mm |           |              |            |              |               |             |               |               |              |              |            |

## Histoire

### Formation
Il y a environ 12 000 ans, du magma perce la croûte terrestre sur l'arc volcanique du Japon et donne naissance au plus récents édifices volcaniques des monts Nikkō : le mont Nikkō-Shirane, point culminant des monts Nikkō, et le volcan Mitsu (1 945 m). Les épanchements magmatiques de ce dernier interrompent le cours de la rivière qui serpente au pied de son versant sud-ouest. L'eau qui s'accumule le long de ce barrage naturel forme le lac Yu qui, par débordement, au sud-est, de la dépression basaltique qui le contient, donne naissance à la cascade Yu puis à la rivière Yu,.

### Histoire humaine
En 782, Shōdō Shōnin (735-817), un moine bouddhiste, réussit l'ascension du mont Nantai, après deux tentatives infructueuses. Il découvre le lac Chūzenji et, au nord-ouest du volcan, le lac Yu et des sources chaudes.